# Vinasat-1
Vinasat-1 – geostacjonarny satelita telekomunikacyjny; pierwszy satelita wietnamski.
Wyposażony w 8 transponderów pasm C i 12 pasma Ku (przekazywanie 10 000 rozmów telefonicznych lub 120 kanałów telewizyjnych) pokrywających zasięgiem południowo-wschodnią Azję, część Chin, Indie, Koreę, Japonię, Australię i Hawaje. Planowany czas działania 15-20 lat.
Prace nad satelitą rozpoczęły się w 1995. W 2005, po trudnych negocjacjach z Japonią i Tonga, ustalano, że satelita spocznie na południku 132°E. Statek został wybudowany przez Lockheed Martin (na platformie A2100A) na zlecenie Vietnam Posts and Telecommunications Group.
Całkowity koszt misji (statek, wystrzelenie, infrastruktura naziemna) wyniósł około 300 mln USD (Wietnam płacił około 15 mln USD rocznie za dzierżawienie satelitów od innych krajów i organizacji). Do użytkowania satelity zgłosiło się 16 wietnamskich firm i instytucji.